# Bonnie St. John
Bonnie St. John (Detroit, 7 de noviembre de 1964) es una ex esquiadora paralímpica estadounidense. A St. John le amputaron la pierna derecha debajo de la rodilla cuando tenía 5 años. Es la primera afroamericana en ganar medallas en unos juegos paralímpicos de invierno como piloto de esquí, y la primera afroamericana en ganar medallas en cualquier evento paralímpico. St. John ganó medallas de bronce y plata en varios eventos de esquí alpino durante los Juegos Paralímpicos de Invierno de 1984 celebrados en Innsbruck. Después de graduarse en Harvard y obtener una beca Rhodes, St. John continuó su exitosa carrera corporativa, primero en ventas con IBM, luego como consultor corporativo. También ha escrito seis libros, uno de ellos con su hija Darcy y su actual esposo, Allen P. Haines.

## Biografía
Bonnie St. John nació en Detroit el 7 de noviembre de 1964 y se crio en San Diego, California. Su madre, Ruby Cremaschi-Schwimmer, era directora de Lincoln High School (San Diego). Su padre, Lee St. John, abandonó a su madre antes de que ella naciera. Más tarde, su madre se casó con un hombre mayor, que abusó físicamente de St. John y su hermana mayor. Debido a una afección llamada trastorno focal prefemoral, a St. John le amputaron la pierna derecha por debajo de la rodilla cuando tenía 5 años. Después de graduarse magna cum laude de la Universidad de Harvard en 1986, St. John ganó una beca Rhodes para el Trinity College de Oxford, donde obtuvo su posgrado en economía en 1990.

## Carrera deportiva
En los Juegos Paralímpicos de Invierno de 1984 en Innsbruck, Austria, St. John ganó dos medallas de bronce, una en el eslalon, y otra por la prueba de eslalon gigante, ambas en la categoría LW2. También participó en el descenso LW2, quedando en séptima posición. Recibió una medalla de plata por la prueba de combinada alpina en la clase LW2, lo que le valió la distinción de ser la segunda mujer más rápida en el mundo en una pierna en ese año.

## Carrera literaria
St. John ha escrito seis libros: Succeeding Sane; Getting Ahead at Work Without Leaving Your Family Behind; Money: Fall Down? Get Up!; How Strong Women Pray; Live Your Joy; y escribió con su hija adolescente, Darcy Deane, How Great Women Lead. Juntas, viajaron por varios países del mundo donde conocieron a mujeres líderes, como Hillary Clinton, Condoleezza Rice, la presidenta de Liberia, Ellen Johnson-Sirleaf, y la directora de operaciones de Facebook, Sheryl Sandberg. Su último libro es Micro-Resilience, con su esposo Allen Haines.

## Vida personal
Bonnie St. John estuvo casada con el Dr. Grant Deane, un físico de acústica oceánica en el Instituto de Oceanografía Scripps.
En los Juegos Paralímpicos de Invierno de 2002 en Salt Lake City, Utah, St. John habló durante la ceremonia de apertura.
En febrero de 2007, como parte de la celebración del Mes de la Historia Negra, St. John fue honrada en la Casa Blanca por el presidente George W. Bush, quien dijo: "[Bonnie St. John] es el tipo de persona que realmente quieres a tu alrededor, y el tipo de persona que muestra que el coraje individual es importante en la vida ".
En 2006, St. John apareció en una campaña nacional de Starbucks llamada "The Way I See It", que presentó tazas de bebidas con citas inspiradoras de varias figuras públicas. La cita de St. John fue la siguiente: 

I was ahead in the slalom. But in the second run, everyone fell on a dangerous spot. I was beaten by a woman that got up faster than I did. I learned that people fall down, winners get up, and gold medal winners just get up faster.
Estaba adelante en el eslalon. Pero en la segunda carrera, todos cayeron en un lugar peligroso. Fui golpeada por una mujer que se levantó más rápido que yo. Aprendí que las personas se caen, los ganadores se levantan y los ganadores de medallas de oro se levantan más rápido.

NBC Nightly News seleccionó a St. John como "Una de las cinco mujeres más inspiradoras en Estados Unidos". Ha aparecido en The Today Show, Good Morning America, CNN, Montel y Discovery Health Channel. The New York Times y People también describieron a St. John y notaron sus logros extraordinarios. Trabajó en la Casa Blanca durante la administración Clinton como Directora del Consejo Económico Nacional, y actualmente es CEO de Courageous Spirit, Inc.